# Nikołaj Obuchow
Nikołaj Borisowicz Obuchow, też Obouhow, Obukhov (ros. Николай Борисович Обухов, ur. 10 kwietnia?/22 kwietnia 1892 w Olszance w guberni kurskiej, zm. 13 czerwca 1954 w Saint-Cloud na przedmieściach Paryża)  – rosyjski kompozytor. 

## Życiorys
W 1911 krótko studiował w Konserwatorium Moskiewskim kontrapunkt u Aleksandra Iljinskiego i grę fortepianową u Strachowa . W 1913 rozpoczął studia w Konserwatorium Petersburskim pod kierunkiem Wasilija Kałafatiego, Maksimiliana Sztajnberga i Nikołaja Czeriepnina  . W 1918 wraz z rodziną wyjechał z Rosji i osiedlił się pod Paryżem . 
Był jednym z pierwszych kompozytorów piszących techniką dodekafoniczną. W 1915 zastosował nowy system notacji, analogiczny do systemu Jefima Gołyszewa, polegający na zapisie dźwięków alterowanych krzyżykiem w miejscu główki nuty. W latach 30. skonstruował instrument elekryczny, któremu nadal formę krzyża (stąd nazwa Croix Sonore), generujący brzmienia podobne do fal Martenota i thereminu   . 
W 1947 opublikował traktat o harmonii Traité d’harmonie tonale, atonale et totale, który stanowił bazę jego wykładów prowadzonych rok później w rosyjskim konserwatorium w Paryżu  .